# Allegro (Zugverbindung)

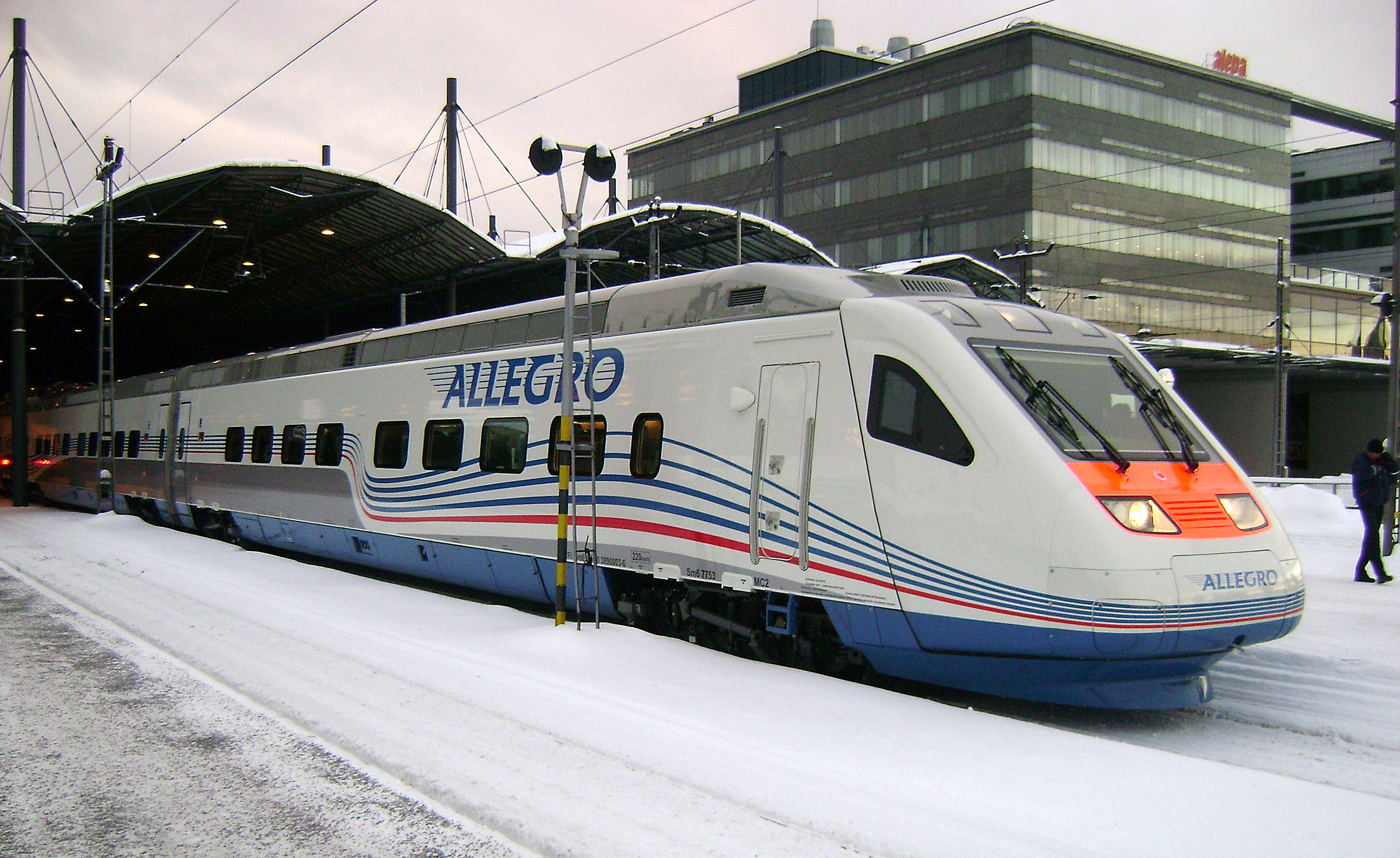
Triebzug der Reihe Sm6 im Bahnhof Helsinki

Allegro war eine Verbindung zwischen Helsinki und Sankt Petersburg mit Hochgeschwindigkeitszügen.
Betrieben wurde sie von dem russisch-finnischen Unternehmen Karelian Trains, einem gemeinsamen Tochterunternehmen der russischen Eisenbahn RŽD und der finnischen Staatsbahnen VR. Am 12. Dezember 2010 begann der regelmäßige Verkehr zwischen Helsinki und St. Petersburg.
Die Züge ersetzten die bis zu diesem Zeitpunkt auf dieser Strecke verkehrenden Züge Sibelius und Repin.
Eingesetzt wurden Triebzüge der Baureihe Sm6. Sie basieren auf der Pendolino-Technik und entsprechen den im finnischen Binnenverkehr eingesetzten Einheiten der Reihe Sm3, besitzen aber Zweisystemausrüstung für den Betrieb mit den Fahrdrahtspannungen von 25 oder 3 kV. Die Züge erreichten im finnischen Abschnitt der Strecke eine Höchstgeschwindigkeit von 220 km/h, im russischen von 200 km/h. Die Reisezeit betrug dreieinhalb Stunden. Die Züge hielten zuletzt unterwegs in Wyborg, Vainikkala, Kouvola, Lahti und Tikkurila. Ein weiterer Verkehrshalt bestand bis zum 27. März 2016 in Pasila. Die Züge waren nur für den grenzüberschreitenden Verkehr nutzbar, im Binnenverkehr beider Staaten aber gesperrt. Grenzbahnhöfe waren Vainikkala (Finnland) und Wyborg (Russland). Die Grenzkontrollen beider Seiten fanden im fahrenden Zug statt, was einmalig im grenzüberschreitenden Verkehr mit Russland war und die Reisezeit erheblich verkürzte. Zwischen den Grenzbahnhöfen blieb das Zugrestaurant geschlossen.
Nach einer Unterbrechung während der COVID-Pandemie wurde der Zugverkehr im Dezember 2021 unter strengen Hygienebedingungen wieder aufgenommen durfte allerdings nur von russischen und finnischen Staatsangehörigen benutzt werden.
Die Verbindung wurde am 27. März 2022 infolge des russischen Überfalls auf die Ukraine erneut eingestellt. Das führte zur Insolvenz der Betreibergesellschaft Karelian Trains. Aufgrund von Schulden, die seitens der Karelian Trains gegenüber der VR bestanden, ließ letztere die Züge pfänden und will sie nun im finnischen Inlandsverkehr einsetzen. Da seit 2022 keine Unterhaltung der Züge mehr stattfand, wird damit gerechnet, dass es ein Jahr dauert, bis deren Betriebsfähigkeit wieder hergestellt ist.